# 天盛 (選區)
天盛（英語：Tin Shing，代號：M18）是香港元朗區議會下轄的選區，2003年設立，2023年取消，前任區議員為天水連線成員侯文健。

## 範圍
選區位於天水圍新市鎮南部，初期包括天盛苑全部樓宇，2018年因應屏欣苑入伙及選區人口超越上限，天盛苑其中五幢樓宇（盛彩閣、盛昭閣、盛頤閣、盛賢閣和盛匯閣）劃入新設立的盛欣選區。與本選區相連的選區有屏山北、屏山中、盛欣、天耀和嘉湖南選區。本選區曾因應投票人數而設有兩個投票站，分別位於伊利沙伯中學舊生會小學分校及天主教培聖中學，而2019年區議會選舉則只設立獅子會何德心小學一個投票站。

## 沿革
2000年代初由於八萬五建屋計劃的關係，大量公屋和居屋在天水圍落成，導致大量人口遷入，選舉事務處因而在2003年開始將天水圍南部選區分拆，並且設立多個選區，天盛就是其中之一
2003年區議會選舉，當時人口估算約21,239人，超過人口上限，其中有9,488位選民，投票站設於伊利沙伯舊生會中學小學分校，議席由無黨派人士陳惠清、陳偉文、元朗天水圍民主陣線成員張國慶和獨立人士梁艷明爭奪，最終陳惠清以1,591票壓過1,449票的張國慶勝出。
2007年區議會選舉，選區人口估算約20,473人，繼續超過人口上限，其中有10,477位是選民，尋求連任的陳惠清再度參選，對手是捲土重來代表民主陣線出選的陳偉文，最終陳惠清以2,759票擊敗取得1,611票的陳偉文而成功連任。
2011年區議會選舉，當時估算約22,771人，超過人口上限近三成，其中有11,735位選民，陳惠清角逐連任，對手是自由黨成員陳思靜，最終陳思靜以2,108票擊敗取得1,921票的陳惠清。其後陳思靜退出自由黨，加入新民黨。
2015年區議會選舉，估算選區約21,328人，超過人口上限，新民黨陳思靜以3,702票打敗得到新界社團聯會支持的梁業鵬。陳思靜其後跟隨田北辰退出新民黨，一同創立實政圓桌。
2018年因應屏欣苑入伙，天盛苑靠近屏欣苑的五座劃入新設立的盛欣選區，解決本區人口過多的問題，陳思靜以破壞社區和諧為由組織居民反對，但由於未有其他可行劃法，結果維持有關改動，本區人口因而有所減少。
2019年區議會選舉，天水連線侯文健以3,347票擊敗實政圓桌陳思靜。2021年7月8日，因應政府計劃追討協助民主派初選區議員的酬金津貼傳聞所帶動的區議員辭職潮中，侯文健宣佈辭去區議員職務。

## 歷屆議員
| 屆別                 | 議員   | 政治聯繫 | 政治聯繫          |
| -------------------- | ------ | -------- | ----------------- |
| 2004年－2007年       | 陳惠清 |          | 新 新社聯         |
| 2008年－2011年       | 陳惠清 |          | 新 新社聯         |
| 2012年－2015年       | 陳思靜 |          | 自由黨 → 新民黨   |
| 2016年－2019年       | 陳思靜 |          | 新民黨 → 實政圓桌 |
| 2020年－2021年7月8日 | 侯文健 |          | 天 天水連線       |
| 2021年7月9日－2023年 | 懸空   | 懸空     | 懸空              |

## 歷屆選舉結果
| 政党   | 政党     | 候选人    | 票数  | %     | ±      |
| ------ | -------- | --------- | ----- | ----- | ------ |
|        | 實政圓桌 | ①. 陳思靜 | 2,830 | 45.82 | -21.2  |
|        | 天水連線 | ②. 侯文健 | 3,347 | 54.18 | 不適用 |
| 多数票 | 多数票   | 多数票    | 517   | 8.37  | -21.39 |

| 政党   | 政党         | 候选人    | 票数  | %     | ±      |
| ------ | ------------ | --------- | ----- | ----- | ------ |
|        | 新民黨       | ①. 陳思靜 | 3,702 | 67.20 | +14.88 |
|        | 新界社團聯會 | ②. 梁業鵬 | 1,807 | 32.80 | 不適用 |
| 多数票 | 多数票       | 多数票    | 1,895 | 34.40 | 29.76  |

| 政党   | 政党         | 候选人    | 票数  | %     | ±      |
| ------ | ------------ | --------- | ----- | ----- | ------ |
|        | 自由黨       | ①. 陳思靜 | 2,108 | 52.32 | 不適用 |
|        | 新界社團聯會 | ②. 陳惠清 | 1,921 | 47.68 | -15.46 |
| 多数票 | 多数票       | 多数票    | 187   | 4.64  | 21.63  |

| 政党   | 政党         | 候选人    | 票数  | %     | ±      |
| ------ | ------------ | --------- | ----- | ----- | ------ |
|        | 新界社團聯會 | ①. 陳惠清 | 2,759 | 63.14 | +24.88 |
|        | 民主陣線     | ②. 陳偉文 | 1,611 | 36.86 | +20.61 |
| 多数票 | 多数票       | 多数票    | 1,148 | 26.27 | 22.86  |

| 政党   | 政党         | 候选人    | 票数  | %     | ±      |
| ------ | ------------ | --------- | ----- | ----- | ------ |
|        | 新界社團聯會 | ①. 陳惠清 | 1,591 | 38.25 | 不適用 |
|        | 獨立         | ②. 陳偉文 | 676   | 16.25 | 不適用 |
|        | 民主陣線     | ③. 張國慶 | 1,449 | 34.84 | 不適用 |
|        | 無黨派       | ④. 梁艷明 | 443   | 10.65 | 不適用 |
| 多数票 | 多数票       | 多数票    | 142   | 3.41  | 不適用 |